# Portret (czasopismo)
Portret – czasopismo literacko-kulturalne, wydawane w latach 1995–2010 w Olsztynie. Pierwszym redaktorem naczelnym był pisarz Mariusz Sieniewicz, po nim redakcję pisma przejęła dr Bernadetta Darska, pracownik naukowy Uniwersytetu Warmińsko-Mazurskiego.
„Portret” często zaliczany jest do tzw. pism liberackich, gdzie forma łączy się z treścią. Kolejne numery mają charakter monograficzny i są oddzielnym projektem graficznym. W „Portrecie” znajduje się rozbudowany dział krytyki literackiej, a także proza, szkice, poezja, filozofia, teatr, film i muzyka. Często prezentowane są obszerne tłumaczenia literatury obcej (np. Słowenia, Czechy). Niektóre z numerów zawierają Galerię Środek, gdzie znaleźć można prace plastyczne. Pismo jest otwarte na debiutantów. Organizuje spotkania autorskie. Co miesiąc pojawia się także wydanie internetowe pisma jako tzw. Portret on line. „Portret” to również wydawnictwo książkowe, które publikuje twórczość autorów krajowych i zagranicznych.
Pismo wydało kilkanaście książek, m.in. Prababkę Mariusza Sieniewicza, Japońską wioskę Joanny Wilengowskiej, Jeszcze nie całkiem umarły Jacka Uglika czy Rdzę Ewy Berent.
W styczniu 2010 ukazał się ostatni – w sumie 29. – numer pisma.